# Hans Höhener

Hans Höhener (1992)

Hans Höhener (* 4. Januar 1947 in Teufen) ist ein Schweizer Politiker.

## Politik als Berufung
Hans Höhener ist Mitglied der FDP.Die Liberalen des Kantons Appenzell Ausserrhoden und gehörte mit 23 Jahren schon dem Gemeinderat zu Teufen AR an. Nur zwei Jahre später wurde er in den Kantonsrat von Appenzell Ausserrhoden gewählt. Von 1976 bis 1982 war Höhener Redaktionsleiter vom Appenzeller Tagblatt, 1981–1997 Regierungsrat des Kantons Appenzell Ausserrhoden, 1998–2011 Präsident der Eidgenössischen Sportkommission und 2004–2010 Präsident von Seilbahnen Schweiz. 
Hans Höhener wurde sehr jung in den Regierungsrat des Kantons Appenzell Ausserrhoden gewählt. Mit 38 wurde er erstmals Landammann, bis er 1997 seinen Rücktritt bekannt gab. Seine letzte Landsgemeinde als Landammann war auch die letzte überhaupt, denn einige Wochen später wurde sie an der Urne abgeschafft.

### Politischer Schwerpunkt
1989 war Höheners grösster politischer Erfolg, die Einführung des Frauenstimmrechts für den Kanton Appenzell Ausserrhoden.

## Projekt «Säntis - das Hotel»
Von 1989 bis 2016 war Höhener Präsident des Verwaltungsrates der Säntis-Schwebebahn AG. In dieser Funktion hat er das Projekt des 2016 eröffneten Hotels auf der Schwägalp massgeblich vorangetrieben.

## Aktuelle Tätigkeit
Seit dem Jahr 2004 ist Hans Höhener Präsident von Appenzellerland Sport / Sportschule Appenzellerland. 2012 wurde Höhener vom Verband öffentlicher Verkehr (VöV) zum neuen Ombudsmann für die deutschsprachige Schweiz gewählt.